# Pasmo przepustowe filtru
Pasmo przepustowe filtru – umowny przedział częstotliwości o skończonej lub nieskończonej szerokości, dla którego filtr wnosi tłumienie nie większe niż przyjęte maksymalne tłumienie dla pasma przepustowego. Granicę pasma przepustowego wyznacza częstotliwość graniczna filtru.
Dla tego samego filtru różne przedziały częstotliwości można uznać za pasmo przepustowe, jeśli zmieniać się będzie umowne kryterium (maksymalne tłumienie). Dlatego przy specyfikacji filtrów istotne jest podawanie nie tylko częstotliwości granicznej, ale i tłumienia, dla którego tę częstotliwość określono.